# Drapeau de Pocatello
 (mai 2025).
Si vous disposez d'ouvrages ou d'articles de référence ou si vous connaissez des sites web de qualité traitant du thème abordé ici, merci de compléter l'article en donnant les références utiles à sa vérifiabilité et en les liant à la section « Notes et références ».
 (mai 2025).
La mise en forme du texte ne suit pas les recommandations de Wikipédia : il faut le « wikifier ».
Les points d'amélioration suivants sont les cas les plus fréquents. Le détail des points à revoir est peut-être précisé sur la page de discussion.
- Les titres sont pré-formatés par le logiciel. Ils ne sont ni en capitales, ni en gras.
- Le texte ne doit pas être écrit en capitales (les noms de famille non plus), ni en gras, ni en italique, ni en « petit »…
- Le gras n'est utilisé que pour surligner le titre de l'article dans l'introduction, une seule fois.
- L'italique est rarement utilisé : mots en langue étrangère, titres d'œuvres, noms de bateaux, etc.
- Les citations ne sont pas en italique mais en corps de texte normal. Elles sont entourées par des guillemets français : « et ».
- Les listes à puces sont à éviter, des paragraphes rédigés étant largement préférés. Les tableaux sont à réserver à la présentation de données structurées (résultats, etc.).
- Les appels de note de bas de page (petits chiffres en exposant, introduits par l'outil «  Source ») sont à placer entre la fin de phrase et le point final[comme ça].
- Les liens internes (vers d'autres articles de Wikipédia) sont à choisir avec parcimonie. Créez des liens vers des articles approfondissant le sujet. Les termes génériques sans rapport avec le sujet sont à éviter, ainsi que les répétitions de liens vers un même terme.
- Les liens externes sont à placer uniquement dans une section « Liens externes », à la fin de l'article. Ces liens sont à choisir avec parcimonie suivant les règles définies. Si un lien sert de source à l'article, son insertion dans le texte est à faire par les notes de bas de page.
- La présentation des références doit suivre les conventions bibliographiques. Il est recommandé d'utiliser les modèles {{Ouvrage}}, {{Chapitre}}, {{Article}}, {{Lien web}} et/ou {{Bibliographie}}. Le mode d'édition visuel peut mettre en forme automatiquement les références.
- Insérer une infobox (cadre d'informations à droite) n'est pas obligatoire pour parachever la mise en page.

Pour une aide détaillée, merci de consulter Aide:Wikification.
Si vous pensez que ces points ont été résolus, vous pouvez retirer ce bandeau et améliorer la mise en forme d'un autre article.
Le drapeau actuel de Pocatello, Idaho a été adopté le 20 juillet 2017, remplaçant le drapeau précédent, utilisé officieusement de 2001 à 2017. L'ancien drapeau a été considéré par une enquête de 2004 de la North American Vexillological Association comme le pire des 150 drapeaux de villes américaines sélectionnés. Le drapeau actuel est communément appelé les Montagnes à gauche, tandis que le drapeau précédent (utilisé jusqu'en 2017) était connu sous le nom de Fier d'être Pocatello.

## Conception
la deuxième version du drapeau est utilisée depuis 2017. C'est un drapeau rectangulaire avec un fond bleu cyan moyennement foncé. Il comprend trois triangles rose-rouge qui se chevauchent, le triangle de gauche étant le plus grand et les autres triangles devenant proportionnellement plus petits. Ensemble, ils représentent les montagnes des chaînes voisines de Bannock et de Portneuf, en particulier Scout Mountain, Kinport Peak et Chinese Peak. Au sommet du plus grand triangle se trouve une rose des vents jaune, formée de huit bras triangulaires, disposés en alternance avec des bras plus longs et plus courts. Le point sud et la moitié de chacun des points sud-ouest et sud-est sont blancs, le reste de la rose étant jaune. La partie blanche de la rose est positionnée pour représenter le sommet enneigé de la plus grande montagne. Bien que cela ne soit pas officiellement indiqué dans la description du drapeau, la rose des vents est généralement interprétée par les téléspectateurs comme une étoile dans le ciel. Au bas du drapeau se trouvent une bande bleue et une bande rouge. Les couleurs du drapeau sont décrites au format hexadécimal comme suit:
les triangles rouges représentent également l'industrie, les loisirs et l'éducation. La rose des vents symbolise le rôle de la ville en tant que plaque tournante du transport et du commerce ferroviaire, routier et aérien, ainsi que le passé, le présent et l'avenir de la ville. La couleur jaune représente les liens agricoles de la région et la prospérité de la ville, tandis que la couleur blanche fait référence aux sommets enneigés des montagnes. Le fond bleu symbolise le ciel et la bande bleue près du bas du drapeau symbolise la rivière Portneuf. Le dessin du drapeau était censé représenter l'histoire des peuples autochtones de la région. Il transmet un mouvement ascendant, signifiant un espoir positif pour l'avenir.
Le premier drapeau a été utilisé par la ville de 2001 à 2017. Il avait la forme d'un rectangle et avait un fond blanc avec le logo de la ville. La partie supérieure du drapeau comportait deux triangles violets flous qui symbolisaient les montagnes situées près de la ville. Le triangle de gauche était deux fois plus grand que le deuxième triangle, qui était situé derrière le premier et partiellement recouvert par celui-ci. Chaque triangle avait cinq encoches triangulaires sur la droite du spectateur. La partie inférieure du drapeau affichait l'écriture "Fier d'être Pocatello", répartie sur deux lignes. La ligne supérieure incluait "Fier d'être" , dans une police jaune condensée sans empattement avec des bords et une ombre noirs. La ligne inférieure comprenait "Pocatello" dans une police à empattement rouge avec des bords intérieurs blancs et des bords extérieurs noirs avec une ombre noire. Les mots ont été assemblés sans espace laissé entre eux. Sur les côtés du drapeau, à la hauteur du haut du texte, étaient affichées cinq fines lignes horizontales. Le symbole de la marque ( ™ ) apparaît à côté de ces lignes à la droite du spectateur. En bas se trouve un avis de droit d'auteur, "Copyright © Chambre de commerce du Grand Pocatello",. L'ancien drapeau a été classé dernier dans l'Enquête de 2004 sur les drapeaux des villes américaines par l'Association nord-Américaine de Vexillologie.